# Lamarckismo

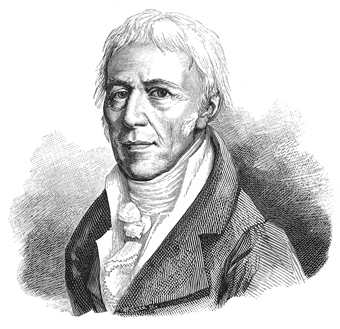
Retrato de Jean Baptiste Pierre Antoine de Monet, conde de Lamark.

Lamarckismo es el término usado para referirse a la teoría de la evolución formulada por el naturalista francés Jean-Baptiste Lamarck a principios del siglo XIX. En su libro Filosofía zoológica (1809) Lamarck propuso que las formas de vida no habían sido creadas ni permanecían inmutables, como se aceptaba en su tiempo, sino que habían evolucionado desde formas de vida más simples. Describió las condiciones que habrían propiciado la evolución de la vida y propuso el mecanismo por el que habría evolucionado. La teoría de Lamarck es la primera teoría de la evolución biológica, adelantándose en cincuenta años a la formulación de Darwin de la selección natural en su libro El origen de las especies.
Lamarck en su teoría propuso que la vida evolucionaba «por tanteos y sucesivamente», «que a medida que los individuos de una de nuestras especies cambian de situación, de clima, de manera de ser o de hábito, reciben por ello las influencias que cambian poco a poco la consistencia y las proporciones de sus partes, de su forma, sus facultades y hasta su misma organización». Sería la capacidad de los organismos de adaptarse al medio ambiente y los sucesivos cambios que se han dado en esos ambientes, lo que habría propiciado la Evolución y la actual diversidad de especies.
Como mecanismo para traducir esos presupuestos en cambios evolutivos, propuso el mecanismo conocido como «herencia de los caracteres adquiridos», refiriéndose a la capacidad de los organismos, hasta el día de hoy no demostrada, de trasladar a la herencia los caracteres adquiridos en vida. Esta herencia no sería ni directa ni individual, sino que sería tras largo tiempo de estar sometidos a parecidas circunstancias y afectarían al conjunto de los individuos del grupo sometido a esas circunstancias.
La teoría de Lamarck no se tuvo en cuenta en el momento de su formulación, siendo cincuenta años más tarde, con la publicación de El origen de las especies, cuando los evolucionistas y el propio Darwin la rescataron para intentar cubrir el vacío que la selección natural dejaba al no proponer la fuente de la variabilidad sobre la que actuaría la selección.
A principios del siglo XX, con la formulación de la barrera Weismann, que enuncia la imposibilidad de transferencia de información entre la línea somática y la germinal, el lamarckismo fue desechado por considerárselo erróneo. No obstante, durante el siglo XX han existido evolucionistas que han defendido el lamarckismo, existiendo en la actualidad voces desde la biología y el evolucionismo que reivindican su reformulación.

Lamarck, su Filosofía zoológica (actualmente sería teoría zoológica) me parece el libro más importante de la biología que se haya escrito jamás. Lamarck fue el que aplicó el concepto de biología al estudio de los seres vivos dotándole de una base teórica para que tuviera consistencia. [...] Era una persona que tenía una capacidad impresionante de comprensión de la Naturaleza, tenía una visión bellísima de la Naturaleza...
Máximo Sandín, La evolución a 150 años de Darwin, conferencia en la Universidad de Oviedo, 16/11/2009.

En la actualidad, el lamarckismo ha quedado simplificado como la teoría de la «herencia de los caracteres adquiridos». La síntesis (neodarwinismo) formulada en los años 1930, según la cual, la vida evoluciona a consecuencia de mutaciones aleatorias en el ADN fijadas por la selección natural, es considerada, por la mayoría del estamento académico, más satisfactoria para explicar la evolución.

## Contexto histórico
A diferencia del pensamiento evolucionista de Darwin, al que se le puede atribuir una influencia directa de su abuelo Erasmus y del propio Lamarck, y un ambiente en el que la filosofía zoológica habría generado una cierta inquietud evolucionista, los antecedentes en Lamarck son difusos y tuvo que elaborar su teoría en un contexto que la recepción de su obra demostró hostil.
Es obvio que el pensamiento evolucionista solo fue posible tras establecerse el método científico y su empeño por describir el mundo con explicaciones que el propio mundo pudiera darnos, sin recurrir a causas externas a él. La Ilustración, el espíritu de L'Encyclopédie,  y el apoyo de Buffon harían posible que Lamarck desarrollase sus trabajos sobre Historia Natural, botánica y acometiese el estudio de los invertebrados. También, habrían existido pequeños destellos evolucionistas que cuestionarían el fijismo en Diderot y Maupertuis y, anteriormente, en Leibniz; el avance en la geología habría posibilitado que Lamarck se plantease la imposibilidad de que la Creación hubiese previsto todas las formas de vida que se observaban en la naturaleza, perfectamente adaptadas a unos cambios que se habrían dado con posterioridad a esa creación. En todo caso, el fijismo estaba perfectamente establecido y su propuesta evolucionista tuvo que enfrentarse al dogma religioso de la Creación y al pensamiento científico del muy influyente Cuvier que justificó los descubrimientos que los fósiles proporcionaban sobre formas de vida diferentes a las actuales, como especies sin conexión con éstas, extinguidas por los sucesivos cataclismos que se habrían producido a lo largo de la historia geológica.
Lamarck tuvo que esbozar su teoría en un tiempo en el que el estado de las ciencias naturales era «caótico», «formuladas en una época en que ni siquiera se podía entrever la posibilidad lejana de fundarlas sobre hechos evidentes»  Momentos en los que se admitía que la vida surgía por generación espontánea y se desconocía todo sobre la herencia biológica.

La experiencia en la enseñanza me hizo sentir de qué modo una filosofía zoológica, es decir, un cuerpo de preceptos y de principios relativo al estudio de los animales y hasta aplicables á las otras partes de las ciencias naturales, nos sería útil en la actualidad, dados los progresos que se han realizado en estos últimos años en nuestros conocimientos de los hechos zoológicos.
Filosofía zoológica, introducción.

## Teoría de la evolución de Lamarck
El asunto relativo al examen de los animales no consiste únicamente en conocer las diferentes razas ni determinar entre ellas todas las distinciones, fijando sus caracteres particulares, sino también el de llegar a conocer, además, el origen de las facultades de que disfrutan, las causas que los hacen existir y mantienen su vida., y por último, las de la progresión notable que presentan en el orden de su organización, y en el funcionamiento lo mismo que el desarrollo de aquellas facultades.
Filosofía Zoológica.

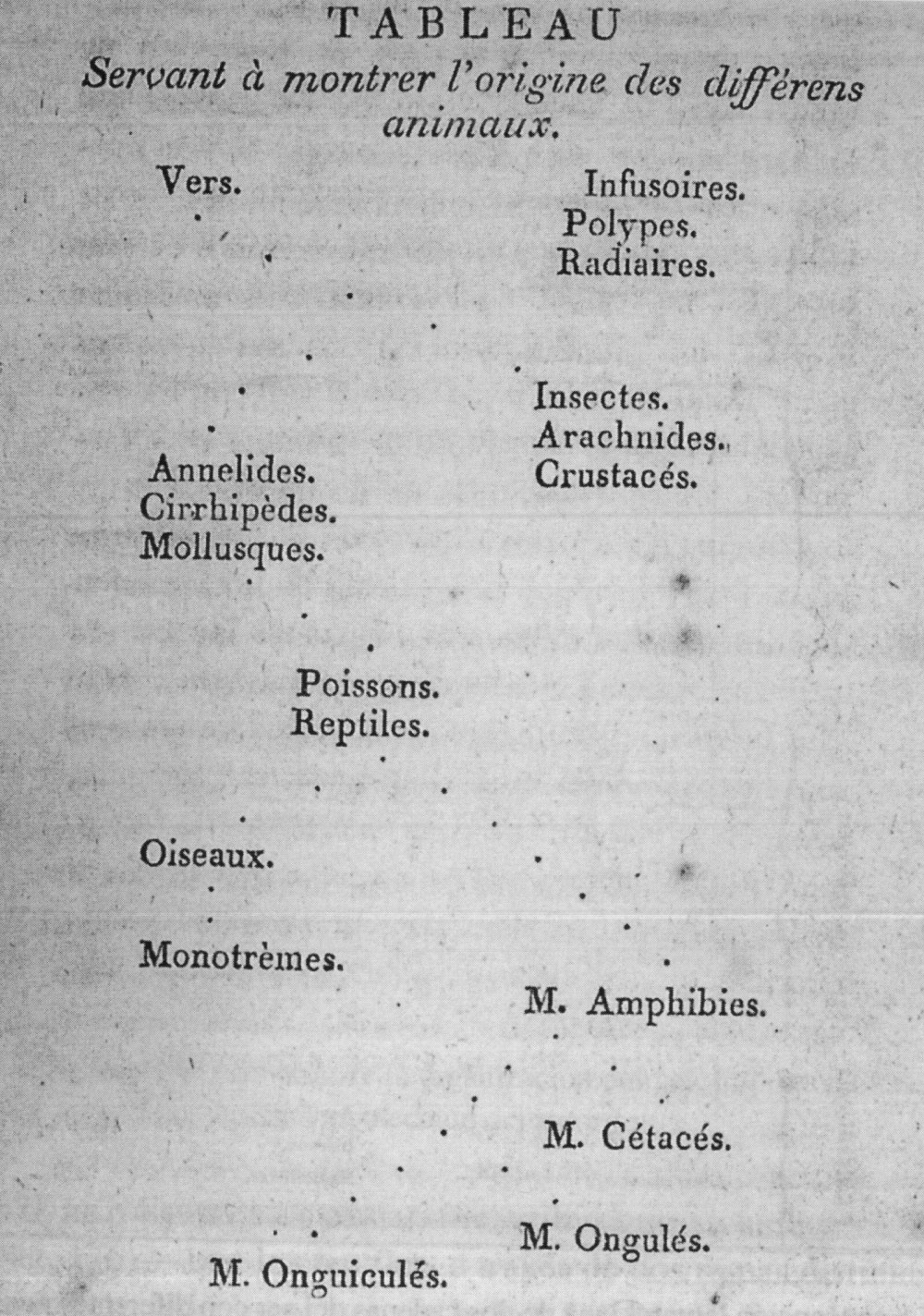

Lamarck lamentó que en su tiempo la historia natural se limitase a la clasificación de las diferentes formas de vida. Esa labor, que consideró importante, debería fundamentarse en una «filosofía» que indagase en estas formas de vida, en su naturaleza y sus conexiones: «llegar a conocer bien un objeto, hasta en sus más mínimos detalles, consiste en comenzar por considerarle en su totalidad, examinando, por de pronto, ya su masa, ya su extensión, ya el conjunto de las partes que lo componen; por indagar cuál es su naturaleza y su origen, cuáles son sus relaciones con los otros objetos conocidos; considerarle desde todos los puntos de vista que puedan ilustrarnos sobre todas las generalidades que le conciernen». De ese modo, el conocimiento científico se establecería, rectificándose y ampliándose; acercándonos a conocer el «plan de la Naturaleza» y sus leyes.
La observación de la gran variedad de especies existentes y su «perfecta» adaptación a las circunstancias en que se desarrollaban le llevó a formular una disyuntiva: o todas las especies se habían creado adaptadas a las diferentes condiciones existentes en la Tierra y estas condiciones no se habían alterado desde esa creación, como era aceptado en su época, o las especies habían evolucionado para adaptarse a los diferentes cambios que habrían experimentado los hábitat en los que se desarrollaron.

todo demuestra que el conjunto de las formas vivas no ha podido constituirse al mismo tiempo. Cada uno de los cuerpos vivos ha sufrido cambios más o menos grandes en el estado de sus órganos y en sus relaciones mutuas. En consecuencia, la especie no puede constituir un cuadro rígido formado de una vez para siempre y donde vienen a instalarse los individuos de las generaciones sucesivas. «Lo que se llama especie... sólo tiene una permanencia relativa en su estado, que no puede ser tan antiguo como la naturaleza.»
Jacob citando a Lamarck, Lógica de lo viviente, Cap. 3-El tiempo.

### Concepto de evolución
Dobzhansky, uno de los fundadores del neodarwinismo, 130 años después de que Lamarck formulara la teoría de la evolución, sin otorgarle el debido reconocimiento, definiría la evolución en estos términos:

El estudio científico de la diversidad orgánica y adaptación empieza por la necesidad de descripción y clasificación. Al principio de su existencia como una ciencia, la biología obligadamente se redujo a constituir un sistema racional sobre la variedad aparentemente ilimitada de las formas de vida. En el décimo octavo y décimo noveno siglo, la sistemática y la morfología, dos disciplinas predominantemente descriptivas, dominaron las ciencias biológicas. Pero la descripción es sólo el primer paso a la pregunta científica. Sin embargo, grande puede ser la satisfacción en un investigador la observación y la fijación exacta de los hechos, más pronto o más tarde sintió el deseo de inquirir en las conexiones causales entre los fenómenos observados. La teoría de evolución se levantó en el décimo noveno siglo a través de la generalización e inferencia de un cuerpo predominantemente sistemático y datos de morfología. Construyendo un armazón racional para el pensamiento biológico.
La teoría de evolución afirma que: 
- 1.— los seres que ahora viven han descendido de seres diferentes que vivieron en el pasado;
- 2.— los cambios evolutivos son graduales, tanto que si pudiéramos reunir a todos los organismos que han habitado en la Tierra, reconoceríamos una serie continua de formas.
- 3.— los cambios han sido predominantemente divergentes, los antepasados de las formas vivientes actuales eran en general menos diferentes de lo que hoy son;
- 4.— todos estos cambios se han levantado de causas que ahora continúan estando en funcionamiento, y que por consiguiente puede estudiarse experimentalmente.

Dobzhansky, Genética y el origen de las especies, 1937

También destacó la sorprendente adaptación de los organismos a su medio: «La adaptación de organismos a sus ambientes es sorprendente. Las estructuras, funciones, y modos de vida de cada especie son por lo menos tolerablemente consonante con las demandas de su ambiente. Cada organismo se ajusta, ocupa y se aprovecha de ciertos hábitats», atribuyendo a Darwin la observación de esa gran capacidad de los organismos para adaptase al medio y su gran diversidad como respuesta a esa adaptación: «Uno siempre se ha fascinado por la gran diversidad de organismos que viven en el mundo [...] Darwin fue el primero en inferir que esa diversidad orgánica es una contestación de la materia viviente a la diversidad de ambientes en nuestro planeta».
Lo expuesto por Dobzhansky perfectamente podría servir para sintetizar el concepto de evolución en la teoría de Lamarck:
- Lamarck defendió que las formas de vida actuales eran las descendientes de otras formas diferentes existentes en el pasado. Se enfrentó al dogma de la Creación y a Cuvier que defendiendo el fijismo, impuso en su época que las formas de vida del pasado diferentes a las actuales, se trataba de formas sin conexión con éstas, formas extintas en los diferentes cataclismos geológicos sufridos en la Tierra.
- Lamarck formuló que los cambios serían imperceptibles, que precisamente esa característica de la evolución era la que hacía que desde nuestra perspectiva del tiempo antropocéntrica nos fuera imposible apreciar tal evolución.
- Lamarck ilustró la evolución mediante un diagrama en el que los «infusorios», las formas más simples, se distanciaban en ramas para acoger la diversidad conocida en su época.
- Lamarck, más que ningún otro evolucionista, dado los escasos conocimientos paleontológicos de la época, tuvo que fundamentar su teoría en el estudio de la naturaleza tal y como la observó como botánico y como especialista en invertebrados. Fueron estos estudios, y los incipientes conocimientos sobre la historia de la Tierra que la geología estaba aportando, lo que le llevó a formular su teoría.

Y puso especial énfasis en la sorprendente adaptación de los organismos a sus ambientes.

A medida que los individuos de una de nuestras especies cambian de situación, de clima, de manera de ser o de hábito, reciben por ello las influencias que cambian poco a poco la consistencia y las proporciones de sus partes, de su forma, sus facultades y hasta su misma organización; de suerte que todo en tales individuos participa, con el tiempo, de las mutaciones experimentadas. En el mismo clima, situaciones y exposiciones muy diferentes hacen por de pronto simplemente a los individuos que se encuentran expuestos a ellas; pero con la sucesión de los tiempos, la continua diferencia de las situaciones de los individuos de quienes hablo, que viven y se reproducen sucesivamente en las mismas condiciones, produce en ellos diferencias que llegan a ser, en cierto modo, esenciales a su ser; de suerte que si se han sucedido los unos a los otros, estos individuos, que pertenecen originariamente a otra especie, se encuentran al fin transformados en una especie nueva distinta de la otra.
Filosofía zoológica, pp. 56-57.

Lamarck formuló que los seres vivos evolucionan adaptándose a las condiciones, circunstancias y ambientes en los que se desarrollan, y la diversidad de situaciones a la que pueden estar sometidos habría propiciado la gran diversidad de formas de vida actuales. Aportó como prueba la existencia de fósiles de formas de vida diferentes a las actuales, razonando sobre la imposibilidad de que éstas no fuesen sino formas intermedias entre las actuales y las primigenias. Basando, también, su afirmación en lo observado en la naturaleza:

sabemos positivamente en la actualidad que un cambio forzado y sostenido en las zonas de habitación y en los hábitos y la manera de vivir de los animales, operan, después de un tiempo suficiente, una mutación muy notable en los individuos que se encuentran sometidos a ellos.
Filosofía zoológica, p. 64.

Estos hechos han sido, posteriormente, sobradamente demostrados.

### Sobre la forma en que se evoluciona
La Naturaleza habría obrado produciendo las formas más simples (la creencia general en aquella época era que la vida surgía por generación espontánea, siendo Pasteur quien, a mediados del siglo XIX refutara tal creencia) y la evolución habría actuado complicando sucesivamente la organización de estas formas, diversificándolas y dotándolas de órganos que en principio serían rudimentarios, hasta la complejidad que presentan los organismos en la actualidad. Cada especie «ha recibido de la influencia de las circunstancias en las cuales se ha encontrado, los hábitos que conocemos y las modificaciones en sus partes que nos muestra la observación». La forma en que esto habría sucedido sería «por tanteos y sucesivamente». Resumiéndose su teoría en: las circunstancias crean la necesidad, esa necesidad crea los hábitos, los hábitos producen las modificaciones como resultado del uso o desuso de determinado órgano y los medios de la Naturaleza se encargan de fijar esas modificaciones.
Describió esta evolución como consecuencia de seis puntos:
- 1.- Todos los cuerpos organizados (organismos) de la Tierra han sido producidos por la naturaleza sucesivamente y después de una enorme sucesión de tiempo.
- 2.- En su marcha constante, la Naturaleza ha comenzado, y recomienza aún todos los días, por formar los cuerpos organizados más simples, y que no forma directamente más que estos. Es decir, que estos primeros bosquejos de organismos son los que se ha designado con el nombre de generaciones espontáneas.
- 3.- Estando formados los primeros bosquejos del animal y del vegetal han desarrollado poco a poco los órganos y con el tiempo se han diversificado.
- 4.- La facultad de reproducción inherente en cada organismo ha dado lugar a los diferentes modos de multiplicación y de regeneración de los individuos. Por ello los progresos adquiridos se han conservado.
- 5.-  Con la ayuda de un tiempo suficiente, de las circunstancias, de los cambios surgidos en la Tierra, de los diferentes hábitos que ante nuevas situaciones los organismos han tenido que mantener, surge la diversidad de estos.
- 6.- Los cambios en su organización y de sus partes, lo que se llama especie, han sido sucesiva e insensiblemente formados. Por lo que la especie no tiene más que una constancia relativa en su estado y no puede ser tan antigua como la Naturaleza.[15]

Formulando dos leyes, lo que hoy se conoce como «herencia de los caracteres adquiridos»:

Así, para llegar a conocer las verdaderas causas de tantas formas diversas y de tantos hábitos diferentes como nos ofrecen los animales, es preciso considerar que las circunstancias infinitamente diversificadas, en las cuales se han encontrado los seres de cada raza, han producido para cada uno de ellos necesidades nuevas y cambios en sus hábitos necesariamente. Reconocida esta verdad, que nadie podrá negar, será fácil percibir cómo las nuevas necesidades han podido ser satisfechas y los nuevos hábitos adquiridos, si se presta alguna atención a las dos siguientes leyes de la Naturaleza, que siempre ha comprobado la observación:

Primera ley: En todo animal que no ha traspasado el término de sus desarrollos, el uso frecuente y sostenido de un órgano cualquiera lo fortifica poco a poco, dándole una potencia proporcional a la duración de este uso, mientras que el desuso constante de tal órgano lo debilita y hasta le hace desaparecer.
Segunda ley: Todo lo que la Naturaleza hizo adquirir o perder a los individuos por la influencia de las circunstancias en que su raza se ha encontrado colocada durante largo tiempo, y consecuentemente por la influencia del empleo predominante de tal órgano, o por la de su desuso, la Naturaleza lo conserva por la generación en los nuevos individuos, con tal de que los cambios adquiridos sean comunes a los dos sexos, o a los que han producido estos nuevos individuos.
Lamarck, Filosofía zoológica, pp. 175-176.

Para Lamarck, la adaptación de los organismos al ambiente en el que viven es fundamental para su evolución. «Esta interferencia, que se produce constantemente entre las facultades mismas de lo viviente y las circunstancias exteriores, deriva de lo que Lamarck considera una de las propiedades más indiscutibles de los seres: la adaptación a sus condiciones de vida, la concordancia entre el organismo y su entorno». Lamarck entiende que ese ambiente comprende todas las circunstancias a las que los organismos se encuentren expuestos.

Para que un ser viva, para que respire y se alimente, es necesario que se establezca un acuerdo entre los órganos encargados de estas funciones y las condiciones exteriores. Es necesario que la organización reaccione ante lo que Lamarck llama «las circunstancias». Por circunstancias se entienden los hábitats de la tierra o del agua, los suelos, los climas y las otras formas vivientes que rodean a los organismos, en suma toda «la diversidad de los medios en los que habitan».
Jacob, Lógica de lo viviente, Cap. 3-El tiempo.

El orden general de la naturaleza se mantendría, “la multiplicación de las pequeñas especies de animales es tan considerable, que ellas harían el globo inhabitable para las demás, si la Naturaleza no hubiese opuesto un término a tal multiplicación. Pero como sirven de presa a una multitud de otros animales, y como la duración de su vida es muy limitada, su cantidad se mantiene siempre en justas proporciones para la conservación de sus razas […] y ello conserva a su respecto la especie de equilibrio que debe existir”.

### Ciencia y religión
Sin entrar en valorar las posibilidades que Lamarck hubiese tenido en su época de protagonizar con éxito un enfrentamiento directo con la Iglesia y la creencia en un ser todopoderoso, Lamarck no cuestionó la existencia de Dios, ni que todo fuese su «Obra»; pero encontró una vía para poder exponer su pensamiento evolucionista, procurando evitar ese enfrentamiento.

Nada existe, en efecto, sino por su voluntad; pero ¿podemos asignarle reglas en la ejecución de ella y fijar el modo que ha seguido a este respecto? ¿Su poder infinito no pudo crear un orden de cosas que diese sucesivamente la existencia a todo lo que vemos como a todo lo que existe y no conocemos? Ciertamente, cualquiera que haya sido su voluntad, la inmensidad de su poder es siempre el mismo, y de cualquier manera que se haya ejecutado esta voluntad suprema, nada ha podido disminuir su grandeza. Respetando, pues, los decretos de esta sabiduría infinita, yo me circunscribo a encerrarme en los límites de un simple observador de la Naturaleza. En esto caso, si llego a vislumbrar alguna cosa en la marcha que ella ha seguido para operar sus producciones, diré, sin temor de equivocarme, que plugo a su Autor que la Naturaleza tenga esta facultad y este poder.
Filosofía zoológica, pp. 52-52

Lamarck, sin cuestionar la existencia de Dios, delimitó las creencias religiosas personales, separándolas de lo que él consideró sería espacio reservado a la ciencia, afirmando poder probar que «la Naturaleza posee los medios y las facultades que le son necesarios para producir por sí misma lo que admiramos en ella».

La naturaleza, al no ser una mente, ni siquiera un ser, sino un orden de cosas que constituyen un poder en todas partes sujeto a las leyes. La naturaleza, digo, por tanto, no es el mismo Dios. Es el sublime producto de su voluntad omnipotente, y para nosotros, es entre los objetos creados el mayor y más admirable.

Así, la voluntad de Dios se expresa en todas partes por la ejecución de las leyes de la naturaleza, ya que estas leyes vienen de él.Sin embargo, esto no puede limitarse a ello, al poder sin límites del que emana. Sin embargo, es muy cierto que, entre los hechos físicos y morales, nunca tenemos ocasión de observar uno solo que no sea realmente el resultado de sus leyes en cuestión.

Para el hombre que observa y piensa, el espectáculo del universo, animado por la naturaleza, es sin duda muy imponente, capaz de conmover, sorprender a la imaginación y elevar la mente a grandes pensamientos. [...]

El observador de quien hablo, pronto ya no duda de que el dominio de la naturaleza generalmente se extiende a todos los cuerpos. Él entiende que este dominio no debe limitarse a los objetos que componen el globo que habitamos, es decir, que la naturaleza no se limita a formar, variar, multiplicar, destruir y renovar constantemente a los animales, las plantas y la materia inorgánica del planeta. Sin duda sería un error creerlo, refiriéndose a este respecto a la apariencia; porque el movimiento generalizado y sus fuerzas de trabajo probablemente no estén en ningún lugar en perfecto y constante equilibrio. Por lo tanto, el dominio [de la naturaleza] en cuestión abarca todas las partes del universo, cualesquiera que sean; y, en consecuencia, los cuerpos celestes, conocidos o desconocidos, sufren necesariamente los efectos del poder de la naturaleza.
Histoire naturelle des animaux sans vertèbres I, pp. 325-327

### La complejidad creciente de los organismos
Trataré de demostrar, citando en apoyo de ello hechos conocidos en todas partes, que al componer y complicar cada vez más la organización animal, la Naturaleza ha creado progresivamente los diferentes órganos especiales, así como las facultades de que los animales disfrutan.
Filosofía Zoológica, introducción.

Un problema para la correcta interpretación del lamarckismo consistiría en que los términos utilizados por Lamarck pudieran tener un significado diferente en su época al que podríamos asignarle en la actualidad. Así pasa con el término «filosofía», así podría pasar con otros muchos términos usados por él y este podría ser el caso de término «perfección», profusamente utilizado por Lamarck. Habla de «animales menos perfectos», de «perfeccionamiento de órganos y especies»,... que en la naturaleza podemos observar «la organización animal más simple hasta la del ser humano, que es la más compleja y la más perfecta». 
Desde la formulación de la teoría de la evolución por Lamarck, el término «perfección» ha sido el principal caballo de batalla de las posiciones creacionistas, argumentando que la perfección de la naturaleza únicamente podría se obra de un ser superior. Hoy se admite que la evolución no es un proceso que tenga como fin la perfección, también se admite que el término «perfección» es inadecuado para describir a organismos o tratar temas evolutivos. No se considera a la especie humana la más «perfecta». Probablemente el término «complejo» sea el más adecuado para referirnos a las diferencias entre organismos, podríamos hablar de organismos simples, o menos complejos, y organismos complejos.

«Si bien es cierto que todos los cuerpos vivos constituyen productos de la naturaleza, no puede negarse que ésta los ha producido de manera sucesiva y no todos a la vez en un tiempo sin duración; pero si la naturaleza los ha formado sucesivamente, cabe pensar que ha comenzado por los más simples, dejando para el final las organizaciones más complejas.» En consecuencia, menos perfeccionado significa también menos complejo y anterior. He aquí la relación que permite la transformación de la serie de organizaciones en el espacio en una serie isomorfa de transformaciones en el tiempo. Recorrer la cadena continua de los seres, del más simple al más complejo, equivale exactamente a seguir la marcha de la naturaleza a través del tiempo, a reconstruir la sucesión de transformaciones que ha originado las distintas formas de vida. En la escala de los seres, las formas más rudimentarias pasan entonces a ocupar un lugar privilegiado, pues en ellas dio comienzo la organización. En consecuencia, es en los organismos más simples, en los «animales sin vértebras», donde pueden discernirse con mayor claridad las variaciones y analizarse más fácilmente las exigencias de la organización.
Jacob citando a Lamarck, Lógica de lo viviente, Cap. 3-El tiempo.

Lamarck utiliza el término «perfecto» en contraposición a «simple» y en sus escritos puede leerse: «De ello se sigue que si una de las extremidades del orden presenta los cuerpos vivientes más perfectos, aquellos cuya organización es más compuesta, la otra extremidad del mismo orden deberá necesariamente ofrecer los cuerpos vivientes más imperfectos, es decir, aquellos cuya organización es más simple». En Ayala(1994) puede leerse: «Según Lamarck, los organismos evolucionan necesariamente a través del tiempo en un proceso que pasa de manera continua de formas más simples a otras más complejas» En todo caso, Lamarck utiliza el término perfecto como un «comodín» para referirse a las complejas especies actuales en contraposición a las primigenias que él sostuvo surgieron en un estado de simpleza o «imperfección», refiriéndose a «los más imperfectos de los animales», para referirse a los más simples; y los «más perfeccionados», para referirse a los más complejos y actuales. Esta abundante utilización del término «perfección» ha llevado a que recurrentemente se considere el lamarckismo una teoría finalista; esto es, una teoría según la cual la evolución respondería a un «fin» preestablecido. Si interpretamos la observada por Lamarck, tendencia de los organismos a aumentar su complejidad y «perfección», no como el intento de sistematizar un hecho supuestamente constatado, sino como un destino final de la evolución, deberemos considerar el lamarckismo una teoría finalista. No obstante, ese supuesto finalismo, nunca enunciado por Lamarck, se llevaría mal con la que él propone causa de la evolución según la cual la Naturaleza habría obrado por «tanteos y sucesivamente».

cuando después vemos que, desde que el animal más imperfecto, que no tiene ningún órgano particular, y consecuentemente ninguna otra facultad que aquellas peculiares de la vida, hasta el animal más perfecto y más rico en facultades, la organización se complica gradualmente, de tal modo que todos los órganos, incluso los más importantes, nacen los unos después de los otros en la extensión de la escala animal, perfeccionándose en seguida sucesivamente por las modificaciones que sufren, y que los acomodan al estado de organización de que forman parte.
Filosofía zoológica, p. 75.

Lamarck, para recorrer la evolución de la vida efectúa un estudio inverso al que hoy es costumbre. Hoy se estudia la Evolución desde su origen hasta nuestros días. En tiempos de Llamarck, en los que no se reconocía la evolución de la vida, habría sido imposible realizar el estudio desde su origen (origen que no se reconocía como tal). Lamarck parte del actual estado de las especies y organismos, y desde ese estado postula que según vayamos descendiendo hasta el origen de estas especies y organismos se observará una degradación en sus órganos y sus facultades hasta su desaparición, momento que supondría el origen de estos órganos y facultades:

En seguida observamos que, salvo las anomalías, cuya causa determinaremos, reina, de un extremo a otro de esta cadena, una degradación sorprendente en la organización de los animales que la componen y una disminución proporcionada en el número de las facultades de estos animales. De suerte que si en una de las extremidades de la cadena de que se trata, se encuentran los más perfectos de los seres, se ve necesariamente en la otra extremidad los más simples y los más imperfectos.

Por último, uno se convence por este examen de que todos los órganos especiales se simplifican progresivamente de clase en clase, se alteran, se empobrecen y se atenúan poco a poco, hasta que pierden su concentración local, si ellos resultan de primera importancia, y que acaban por aniquilarse completa y definitivamente antes de haber alcanzado la extremidad opuesta de la cadena. […]

La progresión en la composición de la organización sufre aquí y allá, en la serie general de los seres, anomalías operadas por la influencia de las circunstancias de habitación [hábitat] y por la de sus hábitos adquiridos.
Filosofía zoológica, pp. 106-107.

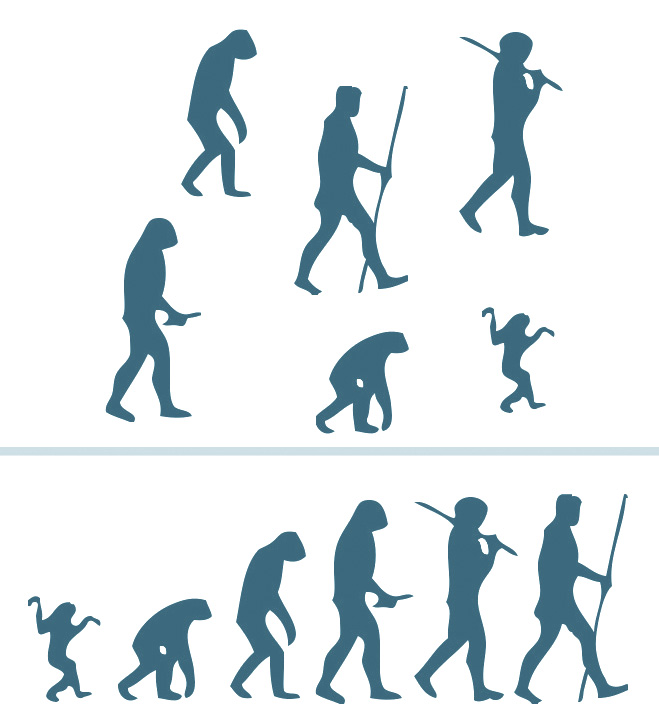
Aplicando la metodología de Lamarck, descubiertos diferentes restos de nuestros ancestros, si los ordenamos atendiendo a la «escala gradual» por él postulada, debería, como así ocurre, proporcionarnos el orden en el que han evolucionado, reconociéndose en ellos sus «conexiones». (Representación esquemática ideal).

«Es porque Lamarck sigue viendo una serie lineal en el mundo vivo por lo que puede ver en él el resultado de una serie cronológica de eventos. Es porque la naturaleza no da saltos por lo que las relaciones de vecindad pueden conectarse con las de descendencia. “La naturaleza sigue un orden fácil de reconocer, porque es exactamente el inverso del que observamos al recorrer los seres desde el más perfecto hasta el más simple”». Lamarck tuvo que enfrentarse, no solo al fijismo religioso, sino también al fijismo científico. Cuvier, desde su posición de autoridad como gran anatomista, formuló que la vida estaba constituida por grandes grupos perfectamente diferenciados, sin posibilidad de que desde un grupo se pudiese llegar a otro. Lamarck consideró fundamental "conectar" todas las especies entre sí. Debía convencer a sus contemporáneos de la evolución de la vida auxiliado únicamente de la observación de las especies entonces conocidas y muy escasos datos paleontológicos. Desconociéndose todo sobre la herencia biológica y en ausencia de argumentos empíricos, tuvo que articular reglas que refutaran el fijismo de Cuvier. Debía «conectar» todas las especies sin excepción, o justificar su falta de conexión. La constatación de una especie que no pudiera conectarse con el resto cuestionaría el hecho de la evolución. De ahí su obsesión en demostrar la gradación continua entre todas las especies y, esa gradación, trasladarla a su evolución en el tiempo.

No obstante, sobre todo en el reino animal, muchas de estas divisiones parecen realmente formadas por la propia Naturaleza, y es indudable que durante largo tiempo costará mucho trabajo el creer que los mamíferos, que las aves, no resulten clases bien aisladas constituidas por la Naturaleza. Pues esto no es más que una ilusión y a la vez un resultado de los límites de nuestros conocimientos acerca de los animales que existen o han existido, porque a medida que avanzan nuestros conocimientos de observación, más pruebas adquirimos de que los límites de las clases, hasta las de aquellas que parecen más aisladas, resultan borrados por nuevos descubrimientos. Ya los ornitorincos y los equídeos parecen indicar la existencia de animales intermedios entre las aves y los mamíferos.
Filosofía zoológica, p. 32.

Lamarck postuló que la vida experimenta en su evolución un incremento en su complejidad y que esta complejidad está condicionada por las diferentes circunstancias a las que los organismos han estado expuestos. lo correcto o incorrecto de este postulado de Lamarck dependerá de que aceptemos o no que la evolución de los organismos haya tendido a la complejidad, que pueda inferirse que esa tendencia se mantiene para explicar una probable evolución de la vida en un futuro. Gould (2002), para obviar en el incremento de la complejidad de los organismos una tendencia innata de éstos, consecuencia de su voluntad, que él considera se desprendería del lamarckismo, lo que significaría en cierto modo un finalismo, confiere una propiedad meramente mecánica a esa tendencia, visualizándola en la metáfora del borracho y el bordillo de la acera: un borracho iría dando tumbos de un lado a otro de la acera hasta sobrepasar el bordillo y alcanzar la calzada. Una vez ocurrido esto, al borracho le resultaría difícil volver a retomar la acera. Los organismos irían «dando tumbos» adquiriendo diferentes grados de complejidad (bajando bordillos) que posteriormente les sería difícil volver a subir. Esta metáfora hermana la constatada tendencia de la vida a la complejidad con una visión azarosa darwinista de su evolución. Esa tendencia no tendría por qué suponer ningún tipo de finalismo.

Si ciertos tipos de organizaciones se asemejan, esto ya no sucede en virtud de una pretendida armonía preestablecida más allá del conocimiento humano, sino debido al hecho de que han atravesado una o más etapas comunes en el proceso de transformación. Para clasificar los seres naturales ya no basta, por lo tanto, con reconocer las similitudes en el espacio; es necesario establecer cuál ha sido la sucesión en el tiempo.
Jacob citando a Lamarck, Lógica de lo viviente.

Desde el Lamarckismo, una creciente complejidad de la vida podría entenderse como una consecuencia mecánica de la adaptación de los organismos a las «circunstancias», no como algún tipo de finalismo. El símil del desarrollo de sistemas y programas informáticos puede servir para explicar cómo una tendencia a la complejidad puede ser meramente mecánica. Existe una tendencia de estos sistemas y programas a «crecer»; parece inevitable que las versiones que remplazan a otras anteriores se compongan de un código más extenso. Sin embargo, no existe en estos sistemas la finalidad de crecer. En cierto modo, los programas se adaptan constantemente a las nuevas «circunstancias» y su crecimiento en complejidad no es un fin, ni siquiera es deseable, pero parece inevitable. Hæckel entendió así el pensamiento de Lamarck:

Todos los fenómenos vitales [en su teoría] son debidos a causas mecánicas, ya físicas, ya químicas, que tienen su razón de ser en la constitución de la materia orgánica. […] La obra de Lamarck es verdaderamente, plenamente y estrictamente monística, es decir, mecánica.
 Ernesto Hæckel, Prólogo de Filosofía zoológica.

Aunque autores han querido ver en el pensamiento de Lamarck una especie de vitalismo que sería el que propiciaría ese aumento de la complejidad: «Esa fuerza innata postulada por él no ha sido validada por la ciencia experimental y no constituye una contribución científica empírica».

### La herencia de los caracteres adquiridos
Superficialmente, las generaciones sucesivas de los cuerpos de insectos-palo parecen constituir un linaje de réplicas. Pero si se modifica experimentalmente a un miembro de dicho linaje (por ejemplo, quitándole una pata), el cambio no pasa a la siguiente generación.
Dawkins, El gen egoísta.

Estrictamente no puede hablarse de «la herencia de los caracteres adquiridos» ya que en aquel tiempo se desconocían los mecanismos de la herencia biológica, y porque el postulado de Lamarck, exactamente, fue que las transformaciones que operan las diferentes circunstancias a las que están sometidos los organismos, los medios de la Naturaleza se encarga de fijarlas en el grupo que se encuentra sometido a estas circunstancias, con tal de que se mantengan en el tiempo. En ningún caso puede considerarse lamarckismo que una característica contraída en vida por un organismo, pase directamente a su descendiente. Es obvio que si se circuncida a alguien, esto no significará que sus descendientes nazcan circuncidados. Lamarck habló de ciertos fluidos que se encargarían de fijar esas adaptaciones, lo que permite pensar que suponía en los organismos la capacidad de fijar evolutivamente las soluciones encontradas a los problemas planteados por las circunstancias. «Todo cambio de un ser que lo transforma en otro ser, implica […] satisfacer una necesidad concreta, una mayor capacidad de respuesta a las exigencias vitales». Quizá, más correcto sería decir que si durante generaciones todos o la mayoría de los individuos de un grupo se viesen sometidos a un traumatismo como la amputación de un miembro, con el transcurrir de su evolución, tal circunstancia sería menos traumática y las soluciones encontradas para sobrevivir en tales circunstancias, con el paso del tiempo, podrían encontrase presentes en el pool genético del grupo. O, también, si hubiesen logrado eludir la amputación, estandarizándose una estrategia, igualmente se habría fijado. Hoy en día esto no es aceptado; pero, para resolver casos parecidos a este, en los que queda demostrado una respuesta de la especie al ambiente, se acepta como posible solución el “efecto Baldwin”, mediante el cual, la selección natural fijaría esas respuestas adaptativas.
«Tomemos dos ejemplos chocantes: el alcohol y la leche. La habilidad para digerir grandes cantidades de alcohol depende en cierta medida de la excesiva producción de unas enzimas llamadas alcohol deshidrogenasas llevada a cabo por un conjunto de genes del cromosoma 4». Existe una relativa tolerancia al alcohol en los individuos de las sociedades occidentales que debe suponerse producto de su contacto con el alcohol y que no se da en los nativos de América del norte y de Australia. Desde el lamarckismo, la explicación sería que siendo el alcohol una circunstancia a la que han estado sometidos los organismos, con el tiempo, estos organismos habrían adquirido una mayor tolerancia. los organismos se habrían habituado al consumo de alcohol y esta característica, con el tiempo iría fijándose en el grupo de individuos que ha estado en contacto con el alcohol. La explicación darviniana sería que en el transcurso de los años que hemos estado separados genéticamente (entre 35.000 – 15.000 años), aproximadamente 800 generaciones, los individuos con mayor tolerancia al alcohol habrían adquirido la suficiente ventaja biológica como para imponer en el pool genético esa característica de su genoma. Cabe también suponer, dado que en occidente la tolerancia al alcohol puede representarse mediante una campana de Gauss, que se han producido sucesivos errores genéticos en el sentido de aumentar la tolerancia al alcohol que restaurase la variabilidad inicial, desplazando la campana a posiciones de mayor tolerancia. Como desde el darwinismo no se puede suponer tal direccionalidad, el "efecto Baldwin" vendría a auxiliar a la selección natural para salvar este escollo, la selección natural habría favorecido los hábitos adquiridos.

Algo similar ocurre con un gen del cromosoma 1, el gen de la lactasa. Esta enzima es necesaria para la digestión de la lactosa, un azúcar que abunda en la leche. Cuando nacemos todos tenemos este gen activado en nuestro sistema digestivo, pero en gran parte de los mamíferos —y por lo tanto en gran parte de las personas— se desactiva durante la infancia. […] Sin embargo, de vez en cuando el gen que controla la desactivación del gen de la lactasa sufre una mutación y la producción de lactasa no se detiene al final de la infancia. Esta mutación permite a su portador beber y digerir la leche a lo largo de toda su vida. Los hechos indican que, en primer lugar, tales personas emprendieron una vida de pastoreo y posteriormente desarrollaron una capacidad para digerir la leche en respuesta a ella, no que emprendieran una vida de pastoreo porque estuvieran genéticamente dotadas para ello. Este es un descubrimiento significativo, un ejemplo de cambio cultural que conduce a un cambio evolutivo y biológico. Se pueden inducir cambios en los genes voluntaria y conscientemente. Al emprender el estilo de vida razonable de los pastores de ganado lechero, los seres humanos crearon sus propias fuerzas evolutivas. Suena casi como la gran herejía lamarckiana que confundió el estudio de la evolución durante tanto tiempo: la idea de que un herrero que a lo largo de su vida ha adquirido unos brazos musculosos tenía hijos con brazos musculosos. No es eso, pero es un ejemplo de cómo la acción voluntaria y consciente puede modificar las fuerzas evolutivas sobre una especie, concretamente sobre nuestra especie.
Matt Ridley, Genoma, pp.220-221.

Lamarck formuló, como mecanismo por el que las especies se adaptaban a las circunstancias, la transferencia de las modificaciones experimentadas por los organismos en vida al conjunto de la especie mediante un proceso lento y sostenido. Sostuvo que si una «raza» (esto es, un grupo de organismos) estaba sometida a las mismas condiciones ambientales y estas condiciones se prolongaran durante mucho tiempo, se transformarían adaptándose a ese ambiente. Como mecanismo, propuso que las trasformaciones que los organismos experimentamos en vida sometidos a los diferentes ambientes, con el tiempo se fijarían en su descendencia, lo que hoy conocemos como transferencia horizontal. Advirtió que ese proceso es un proceso tan lento que desde nuestra capacidad de observación pasaría inadvertido. Según las dos leyes que formuló, los cambios se producen no en el individuo sino en la población (no en uno o varios individuos, sino en el conjunto de individuos del grupo) y no son cambios inmediatos sino que se fijarían a lo largo de un prolongado proceso.

Las variaciones en las circunstancias para los seres vivientes, y sobre todo para los animales, producen cambios en sus necesidades, en sus hábitos y en el modo de existir, y si estos cambios dan lugar a modificaciones o desarrollos en los órganos o en la forma de sus partes, se debe inducir que insensiblemente todo cuerpo viviente cualquiera debe variar en sus formas o sus caracteres exteriores, aunque semejantes variaciones no llegasen a ser sensibles más que después de un tiempo considerable. […] En cada lugar donde los seres pueden habitar, las circunstancias que establecen en él un orden de cosas permanecen largo tiempo siendo las mismas y no cambian en realidad más que con una lentitud tan grande, que el hombre no puede advertirlas directamente. Está obligado a consultar los monumentos para reconocer que en cada uno de aquellos lugares el orden de cosas establecido no ha sido siempre el mismo. Las razas de animales que viven en cada uno de ellos deben conservar en él largo tiempo sus hábitos. De aquí para nosotros la aparente constancia de las razas que llamamos especies, constancia que hizo nacer en nuestro pensamiento la idea de que las razas son tan antiguas como la Naturaleza.
Lamarck, Filosofía zoológica, pp. 69, 174.

Lamarck, para explicar esa consolidación de las modificaciones que experimentaban los organismos, habló de una especie de “fluido” presente en ellos. No existiendo en aquellos momentos ningún tipo de conocimiento sobre los mecanismos de la herencia, sobre genética; esta parte de la teoría carece de interés; y podría decirse que quedó inexplicado como podría transferirse a la herencia tales caracteres adquiridos.
El problema para aceptar la herencia de los caracteres adquiridos sigue siendo el mismo, ofreciendo aún más dificultades desde la genética de Mendel y desde el actual dogma central de la genética, donde un carácter sería la expresión de un gen o un conjunto de genes y define la unidireccionalidad de la información contenida en los genes. Esa transferencia difusa que operaría durante largo tiempo, no se contempla. La herencia de los caracteres de Lamarck supondría para las especies la respuesta que con el tiempo se daría en la Amazonía como consecuencia de la combustión de miles y miles de automóviles funcionando en Europa, simultáneamente y de forma sostenida en el tiempo. Estos automóviles, por sí solos no modificarían sustancialmente las condiciones en la Amazonía, pero el efecto conjunto y sostenido sí se haría sentir en ella. Desde el actualmente admitido dogma de la genética esto es imposible, no se contempla esta acción difusa. Habría que recurrir a explicaciones holísticas como la esbozada por Casilda Rodrigáñez basándose en la Simbiogénesis postulada por Lynn Margulis y que existiese la posibilidad de que en esas interacciones participaran los mecanismos de la herencia, posibilidad no aceptada en la actualidad desde el estamento académico:

El proceso evolutivo que dio lugar a los organismos vivos complejos se ha llamado simbiogénesis. Una simbiosis quiere decir que dos formas de vida autónomas, con su capacidad de autorregulación y su ecosistema propio, se unen promoviendo una autorregulación conjunta y un ecosistema común en el que ambas quedan englobadas, manteniendo cada cual su propio funcionamiento autorregulador. Esto explica que una célula no deja de ser una célula porque forme parte de un tejido. Es decir, la simbiogénesis explica que en un organismo hipercomplejo cada sistema que lo forma tiene una capacidad de autorregulación propia, y por eso se dice que es un ‘sistema cerrado’ en su organización, y al mismo tiempo “abierto” en su relación ‘informacional’ con los otros sistemas. Tan importante es que se mantenga el cierre organizativo de un sistema (su autorregulación), como su apertura informacional y relación con los demás (autorregulación común).  Los sistemas orgánicos están continuamente enviándose señales entre sí y en todos los sentidos y direcciones, y cada vez se encuentran más enzimas, fijadores, moduladores, etc. que forman parte de los procesos, así como los ‘receptores’ de las señales…
Casilda Rodrigáñez, Sobre la función orgánica y social de la sexualidad.

No siendo aceptable la simplificación de la herencia de los caracteres en «el brazo del herrero», no se corresponde con el mecanismo formulado por Lamarck; tampoco este mecanismo puede considerarse viable desde el actual paradigma de la genética.

### Adaptación al medio
La adaptación de las especies al entorno es fundamental en su evolución. Si bien desde el darwinismo también se acepta la estrecha relación entre especies y ambiente, una diferencia sustancial entre lamarckismo y darwinismo es la forma en que los organismos se adaptan a esas diferentes circunstancias. En el lamarckismo, primero son los cambios en los hábitos forzados por las circunstancias y, posteriormente, la respuesta a esas nuevas necesidades conllevaría una lenta adaptación de los organismos que, con el paso del tiempo, quedaría fijada genéticamente. El que un grupo de animales o plantas se viesen obligados a cambiar sus hábitos, forzaría cambios orgánicos para adaptarse a las nuevas circunstancias. Por el contrario, en el darwinismo, y concretamente en el neodarwinismo, es un error genético anterior lo que posibilita la adaptación a las nuevas circunstancias; posteriormente, enfrentado el grupo a esas nuevas circunstancias, la descendencia del individuo portador de la mutación adecuada, proliferaría en detrimento del resto del grupo (el darwinismo se basa en ese capacidad diferencial de reproducirse de ese individuo portador de la mutación). El darwinismo implica que los más aptos desplazan al resto del grupo y el lamarckismo implicaría la evolución conjunta del grupo que paulatinamente iría adaptándose a las nuevas circunstancias.

No son los órganos, es decir, la naturaleza y la forma de las partes del cuerpo de un animal, los que han dado lugar a sus hábitos y a sus facultades particulares, sino que por el contrario, sus hábitos, su manera de vivir y las circunstancias en las cuales se han encontrado los individuos de que proviene, son los que con el tiempo han constituido la forma de su cuerpo, el número y estado de un órgano, y las facultades, en suma, de que goza. […] Se sabe que este animal [la jirafa], el más alto de los mamíferos, vive en el interior del África, donde la región árida y sin praderas le obliga á ramonear los árboles. De este hábito, sostenido después de mucho tiempo, en todos los individuos de su raza, resultó que sus patas delanteras se han vuelto más largas que las de atrás, y que su cuello se ha alargado de tal manera, que el animal, sin alzarse sobre las patas traseras, levanta su cabeza y alcanza con ella a seis metros de altura.
Filosofía zoológica, pp. 187-188.

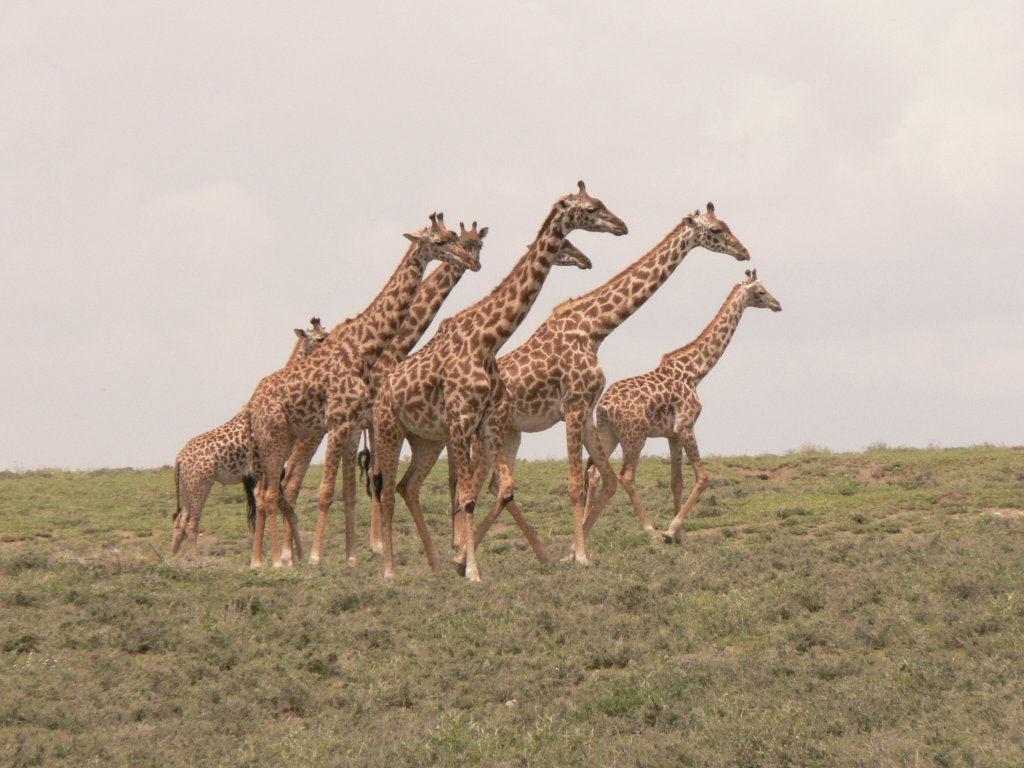

La culebra Thamnophis elegans se desarrolla en dos diferentes hábitats, estando los diferentes grupos de tal modo adaptados a sus hábitats que cada grupo muestra preferencias alimenticias innatas coincidentes con las presas que se encuentran en esos diferentes hábitats. Uno de los grupos se alimenta habitualmente de babosas. En experimentos con ejemplares jóvenes de ambos grupos, sin que ninguno de ellos hubiese entrado en contacto con babosas, mediante algodones impregnados con aroma de esas babosas, quedó demostrado que las culebras del grupo que se alimentaba con babosas habían adquirido una conducta específica, solo estos ejemplares mostraron interés por los algodones.
La explicación Lamarckiana es que al haber evolucionado estas culebras en un hábitat con diferentes recursos, habrían aprendido a explotar esos diferentes recursos y con el paso del tiempo este aprendizaje se habría fijado en el genoma del grupo. La explicación darviniana sería que un error genético habría posibilitado a las culebras explotar ese nuevo recurso, y la descendencia del individuo que sufrió ese error, con el tiempo, se habría impuesto sobre el resto.
Este postulado de Lamarck, según el cual, los organismos nos adaptaríamos al entorno, parece ineludible incluso desde el darwinismo. El darwinismo, según el cual, primero serían los cambios genéticos y posteriormente la ocupación de nuevos espacios o la adquisición de nuevos hábitos, se ve superado por diversos aspectos de la evolución. Así, desde el darwinismo se ha llegado a aceptar el postulado lamarckista, adaptándolo a su paradigma seleccionista. Para ello, se considera plausible el conocido como «efecto Baldwin», un efecto que simularía la herencia de los caracteres lamarckiana.
En principio, el efecto Baldwin explicaría como el aprendizaje llevaría a fijar genéticamente lo aprendido mediante un proceso de selección natural. Se admite que el aprendizaje puede llegar a fijarse en la herencia, pero sería mediante un error genético y, posteriormente, la descendencia de ese individuo impondría ese error adaptativo en el grupo. Se acepta que la ventaja de no tener que aprender algo y nacer con ese conocimiento ya aprendido, adquirido mediante un error genético, es suficiente ventaja para que los descendientes de este individuo desplacen al resto del grupo y lo que hasta entonces se adquiría por aprendizaje, se habría fijado genéticamente. Este efecto explicaría desde el darwinismo los demostrados casos en los que comportamientos, en principio aprendidos, pasasen a la herencia.
No obstante, como existirían otros casos en los que el orden de sucesos postulado por el darwinismo son difíciles de modelar, el efecto Baldwin se ha extendido a otros aspectos de la evolución. Así, por ejemplo, para explicar las callosidades presentes en los individuos de numerosas especies se recurre al efecto Baldwin. Las líneas de las palmas de nuestras manos, y que aparentan ser pliegues producto de su movimiento, no pueden explicase mediante la prelación de hechos darviniana, no puede considerarse en esas líneas un efecto que produzca una ventaja reproductiva al portador que mediante un error genético las hubiese adquirido. Así habría que suponer, como en el caso de las callosidades, que fue primero el uso de las manos y después esas marcas. Desde el darwinismo, auxiliado por el efecto Baldwin, esas líneas habrían sido posteriores al uso de las manos, producidas por errores genéticos que vendrían a facilitar su movilidad y por consiguiente, sus portadores adquirieron la suficiente ventaja biológica como para imponer estos genes en el pool genético del grupo.

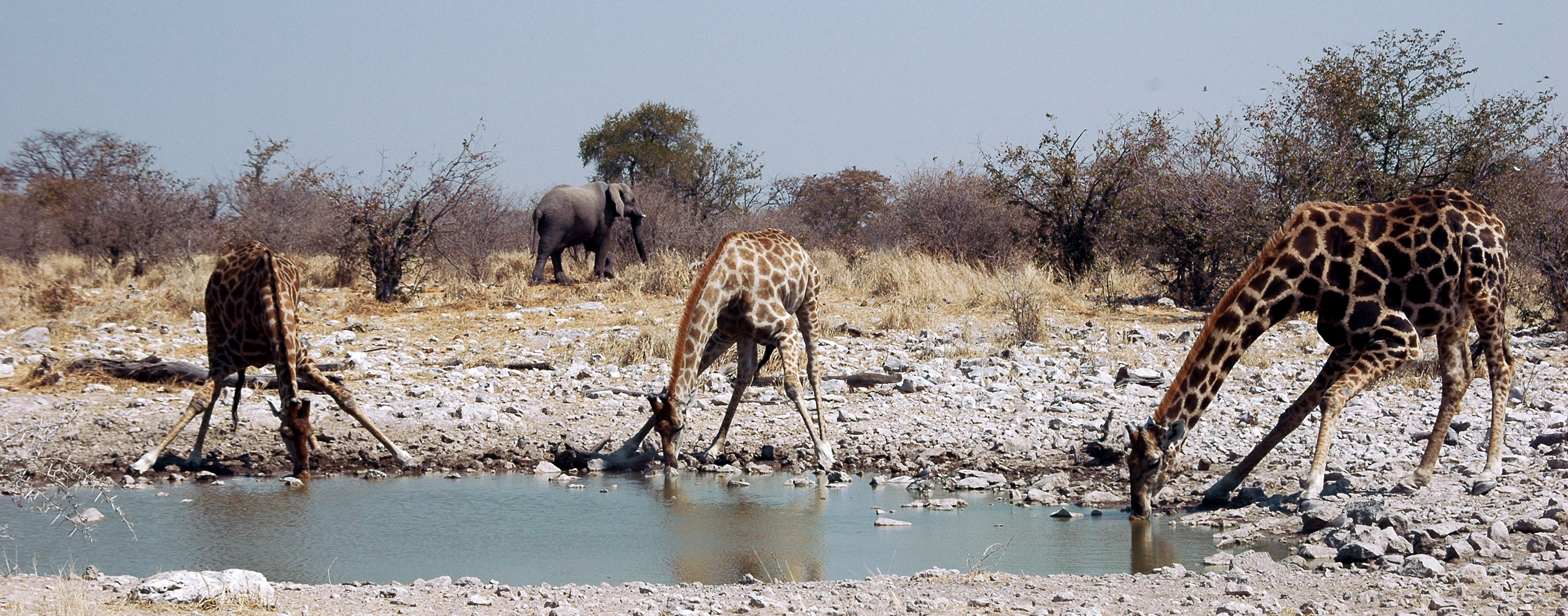
La jirafa es prisionera de su historia evolutiva. Su morfología, según Lamarck, sería testimonio de esa historia. Descendiente de un gran antílope, hereda la conformación de sus extremidades, comprometiendo su evolución en altura. Sin un potente y especializado sistema de bombeo del riego sanguíneo no habría podido alcanzar sus actuales desarrollos.

El lamarckismo ofrece una única explicación para todos estos fenómenos: desde el cuello de la jirafa, pasando por los cambios en su sistema vascular, la fortaleza de su corazón, su propia estructura,... cambios sin los que sería imposible adquirir un largo cuello, o el rabo, su forma y su tamaño, o aquella parte de su comportamiento que estuviera fijada genéticamente,... todo sería producto de la adaptación paulatina de los organismos a los diferentes ambientes. En nuestro caso, las líneas de expresión, las líneas de la palma de las manos, en general todo en nosotros, según la teoría de Lamarck, sería testimonio del "uso" que le hemos dado a nuestro cuerpo a lo largo de nuestra historia evolutiva.

### Gradualismo y lamarckismo
Darwin llegó a decir que la validez de su teoría sobre la selección natural dependía de que los cambios fuesen graduales. Este hecho se entiende puesto que para el darwinismo estos cambios son aleatorios. Desde el darwinismo, la variabilidad sobre la que actuaría la selección natural debe generarse por pequeños cambios, únicos verosímiles si son considerados cambios aleatorios.
«Goldschmidt (1878-1958) publicó en 1940 un libro, titulado The Material Basis of Evolution, en el que ponía de relieve que las numerosas variaciones pequeñas de Darwin planteaban inmensas dificultades. En primer lugar, existe una tendencia a volver a una población promedio, aunque hayan aparecido mutaciones. En segundo lugar, en todos los experimentos de selección, nos encontramos con la gran dificultad de corregir cambios más allá de ciertos límites definidos: los intentos de ir más allá llevan casi invariablemente a la esterilidad y la extinción». No obstante esas dificultades, las dificultades planteadas por los «monstruos esperanzados» postulados por Goldschmidt son aún mayores: la posibilidad de que reordenaciones o cambios complejos y aleatorios en el ya complejo ADN sean cambios viables para los organismos, es despreciable. Tales cambios podrían explicar un acontecimiento único e insólito, pero no un proceso guiado por acontecimientos de este tipo; motivo por el que tal teoría fue desechada, incluso ridiculizada.
Así, el gradualismo para el darwinismo es un requisito indispensable y la apreciación de Darwin puede considerarse vigente. La resistencia desde el neodarwinismo a aceptar el equilibrio puntuado sería la constatación de su vigencia.
Lamarck, para describir el modo en el que se habían formado las especies, postuló «que con la ayuda de un tiempo suficiente, de las circunstancias que han sido necesariamente favorables, de los cambios que todos los puntos del globo han sufrido en su estado; en una palabra, del poder que tienen las nuevas situaciones y lo nuevos hábitos para modificar los órganos de los cuerpos dotados de vida, todos los que existen en la actualidad fueron insensiblemente formados tal como los vemos». Y también, que el que «sigan un orden semejante de cosas, los cuerpos vivientes, experimentando cambios más ó menos grandes en el estado de su organización y de sus partes» demostraría que «lo que se llama especie entre ellos ha sido sucesiva e insensiblemente así formada, no teniendo, por lo tanto, más que una constancia relativa en su estado, y no puede ser tan antigua como la Naturaleza». De modo que para Lamarck el gradualismo es una observación de cómo habría trascurrido la evolución de la vida y su constatación serviría para refutar el fijismo de las especies.
Para Lamarck, el gradualismo es un hecho constatado en la Naturaleza, desde nuestra visión antropocéntrica la evolución pasaría inadvertida, produciéndose los cambios cuando los organismos se ven sometidos a nuevas circunstancias, siendo esas circunstancias las que determinarían el ritmo y la característica de estos cambios.

Entre las consideraciones que interesan a la filosofía zoológica, una de las más importantes es aquella que concierne a la degradación y a la simplificación que se observa en la organización de los animales, recorriendo de un extremo a otro la cadena de los seres, desde los más perfectos hasta los que resultan más simplemente organizados. Pues se trata de saber si este hecho puede ser realmente comprobado. En tal caso nos aclarará mucho respecto del plan que ha seguido la Naturaleza, poniéndonos sobre el camino de descubrir muchas de sus leyes que importa conocer.
Filosofía zoológica, p 105.

La degradación de que hablo no es siempre matizada ni regular en su progresión. Con frecuencia tal órgano falta o cambia súbitamente, y en sus cambios adquiere algunas veces formas singulares que no se ligan con ninguna otra por grados perceptibles. […] Si la causa que tiende sin cesar a componer la organización fuese la única que tuviera influencia sobre la forma y los órganos de los animales, la composición creciente de la organización estaría en progresión muy regular por todas partes. Pero no hay nada de esto; la Naturaleza se encuentra obligada a someter sus operaciones a las influencias de las circunstancias que obran sobre ellas, y en todas partes estas circunstancias hacen variar los productos. He aquí la causa particular que ocasiona acá y allá, en el curso de la degradación que vamos a comprobar, las desviaciones muchas veces insólitas que nos ofrecen en su progresión.
Filosofía zoológica, p 106.

El lamarckismo, al no fundamentar la novedad biológica en cambios aleatorios, no requiere un estricto gradualismo.

### Los organismos, agentes de su propia evolución
Admitir que los organismos propicien su propia evolución no es intuitivo. Si bien podríamos asumir esa capacidad en los animales superiores, encontramos dificultades en admitir parecidas capacidades en organismos como amebas o bacterias. Se entiende esa capacidad como producto de la voluntad de los organismos. Asociada «la voluntad» al sistema nervioso, la pregunta sería ¿cómo, entonces, habría surgido el sistema nervioso? Los organismos carentes de ese sistema nervioso quedarían fuera de una posible evolución lamarckiana.
Son muchos los historiadores del evolucionismo que han visto como causa de la evolución postulada por lamarck,  la «voluntad» de los organismos. Para explicar el lamarckismo se insiste en esa «voluntad» como fuerza que conduciría su evolución: «Lamarck defiende con reiteración que las circunstancias ambientales producen necesidades nuevas, y que a éstas el organismo responde con nuevas acciones. Mas lo que no siempre formula es su pretensión de la voluntad del animal cumple una función primaria en ese encadenamiento de causas». Lamarck postuló que las diferentes facultades de los organismos son el producto de sus diferentes órganos; considerando la «voluntad» como la facultad que emana del sistema nervioso, negó tal voluntad a las plantas, para solo admitirla en determinados animales. Difícilmente, Lamarck, pudo fundamentar su teoría, que abarca a animales y plantas, en la voluntad de unos organismos a los que en su mayoría les niega tal facultad:

Las acciones de los animales no se ejecutan más que por movimientos excitados y no por movimientos comunicados de impulsión. Sólo la irritabilidad es para ellos una facultad general, exclusiva y fuente de sus acciones. No es verdadero que todos los animales gocen del sentimiento, así como de la facultad de ejecutar actos de voluntad.
Filosofía zoológica, p. 71.

La plasticidad de los organismos y la interacción entre organismos y ambiente están perfectamente documentadas, ya se trate de animales superiores o bacterias. No se considera que esa plasticidad de los organismos sea producto de su voluntad. Tampoco se ve en esta plasticidad algún tipo de intencionalidad o vitalismo. Se acepta que los organismos, como respuesta a los estímulos externos, experimentamos cambios, nuestro sistema inmunológico sería una buena prueba de ello, siendo ésta una cualidad puramente orgánica. Lo que resta es que esa plasticidad alcance a los mecanismos de la herencia; algo que, al día de hoy, no se admite desde el dogma de la genética.
El lamarckismo no contempla el protagonismo del genoma en la evolución. Actualmente se admite que los errores en la replicación del ADN son la causa de novedad biológica, siendo este el paradigma neodarwinista aceptado por la mayoría del estamento académico. Para el lamarckismo son los organismo los que, directa o indirectamente, han ido imprimiendo y ampliando el ADN. Proyectándolo a la actualidad, el Lamarckismo posiblemente se fundamentaría en la transferencia horizontal, transferencia que cada vez cuenta con mayores evidencias. El paso de procariotas a eucariotas mediante sucesivos procesos simbióticos de bacterias de vida libre (endosimbiosis seriada) posibilitó uno de los más importantes hitos en la evolución de la vida y, actualmente, se contempla a los virus como agentes de transferencia genética.
De este modo serían los organismos los que propiciarían su propia evolución y el producto de esa evolución quedaría plasmado en el genoma. La mutaciones en el ADN, que son testimonio de que los organismos sufren modificaciones de generación en generación, no serían aleatorias. Una metáfora para visualizar la diferencia entre lamarckismo y darwinismo podría ser Wikipedia y una enciclopedia tradicional. El lamarckismo sería Wikipedia, evoluciona mediante múltiples aportaciones de los consultores que la van modificando, los wikipedistas representaríamos a los organismos que irían modificando el ADN y los casos de vandalismo podrían asimilarse a los errores genéticos. Las enciclopedias clásicas representarían el darwinismo siempre que quedasen desatendidas y evolucionasen mediante los errores que se produjesen al imprimirlas; la selección natural se encargaría de desechar todos los errores y mantendría los aciertos, aquellos errores que en lugar de suponer una ilegibilidad, supusieran una más adecuada y más extensa definición de los conceptos.

## Recepción y alcance de la teoría
Las ideas de Lamarck no fueron tenidas en cuenta en su época, aunque su libro Filosofía zoológica, donde plasmó su teoría, circuló por Francia y también por Inglaterra, obra a la que tuvo acceso el propio Darwin.
Fue después de formulada la teoría de la Selección Natural cuando los evolucionistas retomaron el pensamiento de Lamarck intentando suplir el vacío que la Selección Natural dejaba al no explicar la fuente de la variabilidad sobre la que tal selección actuaba. El propio Darwin, al tiempo que denostaba la teoría de Lamarck, intentó cubrir ese vacío postulando la «pangénesis», un mecanismo de transferencia horizontal lamarkiano. Y sería a principios del siglo XX cuando Weismann lo refutara con la formulación de la conocida como «barrera Weismann» por la que se consideraba que existiendo dos líneas, la germinal y la somática, no cabría la posibilidad de transferencia de información entre la una y la otra. Malinterpretando a Lamarck desarrolló un experimento que supuestamente refutaba su teoría: cortó el rabo a sucesivas generaciones de ratones para demostrar que sus descendientes no nacían con el rabo cortado.
Desde entonces, el Lamarckismo se ha simplificado con argumentos que vienen a caricaturizarlo: «En pueblos donde el herrero hereda el oficio de su padre, su abuelo y su abuelo, se pensaba que heredaba también unos músculos bien desarrollados. sólo los heredaba sino que los desarrollaba más con el ejercicio, y pasaba estas mejoras a su hijo». Ya en vida, Lamarck se tendría que defender de argumentos parecidos:

No obstante, se objeta todavía que todo lo que se ve anuncia, relativamente al estado de los cuerpos vivientes, una constancia inalterable en la conservación de su forma, y se piensa que todos los animales cuyo recuerdo nos ha transmitido la historia resaltan siempre los mismos y no han peerdido ni adquirido nada en el perfeccionamiento de sus órganos y en la forma de sus partes. […]

«No se puede por menos —dicen los autores— de contener los vuelos de la imaginación, cuando todavía se ve conservado con sus menores huesos, sus menores pelos y sus menores detalles tal animal que antes tenía en Tobas ó en Menfis sacerdotes y altares. Pero sin extraviarnos en todas las ideas que hacen nacer semejantes aproximaciones, limiténse a exponer que estos animales son perfectamente semejantes á los actuales» (Anales del Museo de Historia Natural.) […]

Nada existe, por tanto, en la observación que acaba de ser citada que resulte contrario a las consideraciones que llevo expuestas sobre este asunto, ni que pruebe que los animales de que se trata hayan existido en todo tiempo en la Naturaleza, pues demuestra solamente que vivían en Egipto hace dos ó tres mil años. Y todo hombre que posee el hábito de reflexionar y de observar al propio tiempo los documentos de la enorme antigüedad que muestra la Naturaleza, aprecia en su verdadero valor la insignificante cifra de tres mil años con relación a las épocas geológicas.
Lamarck, Filosofía zoológica.

Durante el siglo XX el lamarckismo ha sido defendido por diferentes evolucionistas, y el conocido como “efecto Baldwin” (enunciado por James Marck Baldwin y C. Loyd Morgan a finales del siglo XIX), una versión edulcorada de lamarkismo según la cual los hábitos sostenidos de las especies, por selección natural, se fijarían en la herencia, se mantiene como plausible para resolver algunas dificultades del neodarwinismo.
Avanzado el siglo XX, la “barrera Weismann” se ha mostrado franqueable, sin poderse probar que los caracteres adquiridos no puedan llegar a ser heredables. La transferencia horizontal se ha demostrado en casos, y se ve en los virus, con su capacidad de intercambio genético, a los posibles actores de tales transferencias. También, en la simbiosis, se ha demostrado la existencia de transferencia genética, y en su grado de máxima integración, la simbiogénesis, ha demostrado la eclosión de nuevas individualidades, quimeras que integran a sus simbiontes. El paso de procariotas a eucariotas, descrito en la endosimbiosis seriada, fue consecuencia de estos procesos simbiogenéticos; aunque Mayr y Maynard Smith en los años 90 opinaban que estos procesos nada tienen que ver con el Lamarckismo. Gould (1977) diría: «Dudo que el lamarckismo pueda volver a experimentar un resurgimiento como teoría viable de la evolución».
Al día de hoy (2009), en mayoría, la comunidad científica considera el paradigma neodarwinista satisfactorio para explicar la evolución biológica, no considerando válido el lamarckismo. No obstante, Lynn Margulis, entre otros, considera que «una sugerencia principal para el nuevo siglo en biología es que el difamado eslogan del lamarckismo, “la herencia de los caracteres adquiridos” no debe ser todavía abandonado: tan sólo debe ser refinado cuidadosamente»”.
También, hay que citar a Margulis en la revolución silenciosa que encabeza cuando asegura que "en la evolución no hay azar, como dijo Darwin, sino adaptación al medio ambiente […] Un organismo por sí mismo no evoluciona, sólo se desarrolla. La evolución es un cambio en poblaciones de individuos a través del tiempo. No es selección natural en un individuo por sí mismo, nunca".